# Türkiye 1. Basketbol Ligi 1972-1973
La Türkiye 1. Basketbol Ligi 1972-1973 è stata la 7ª edizione del massimo campionato turco di pallacanestro maschile. La vittoria finale è stata ad appannaggio dell'İTÜ Istanbul.

## Risultati

### Stagione regolare
|     | Squadra      | G  | V  | N | P  | PF | PS | Pt. | Qualificazione     |
| --- | ------------ | -- | -- | - | -- | -- | -- | --- | ------------------ |
| 1.  | İTÜ Istanbul | 22 | 20 | 0 | 2  |    |    | 62  |                    |
| 2.  | Şekerspor    | 22 | 19 | 2 | 1  |    |    | 62  |                    |
| 3.  | Kolejliler   | 22 | 17 | 0 | 5  |    |    | 56  |                    |
| 4.  | Galatasaray  | 22 | 13 | 1 | 8  |    |    | 49  |                    |
| 5.  | Ankara DSİ   | 22 | 12 | 0 | 10 |    |    | 46  |                    |
| 6.  | Beşiktaş     | 22 | 9  | 3 | 10 |    |    | 43  |                    |
| 7.  | Fenerbahçe   | 22 | 10 | 0 | 12 |    |    | 42  |                    |
| 8.  | Muhafızgücü  | 22 | 9  | 0 | 13 |    |    | 40  |                    |
| 9.  | Kadıköyspor  | 22 | 8  | 0 | 14 |    |    | 38  |                    |
| 10. | Ankaragücü   | 22 | 8  | 0 | 14 |    |    | 38  |                    |
| 11. | PTT İstanbul | 22 | 2  | 0 | 20 |    |    | 26  | retrocesse in TBL2 |
| 12. | Altınordu    | 22 | 2  | 0 | 20 |    |    | 26  | retrocesse in TBL2 |

| Türkiye 1. Basketbol Ligi 1972-1973 |
| ----------------------------------- |
| İTÜ Istanbul 5º titolo              |

## Formazione vincitrice
| N° | Naz.               | Ruolo | Sportivo         |  | Alt. |  |
| -- | ------------------ | ----- | ---------------- |  | ---- |  |
|    | Turchia (bandiera) |       | Hüseyin Alp      |  |      |  |
|    | Turchia (bandiera) |       | Erdoğan Barlı    |  |      |  |
|    | Turchia (bandiera) |       | Öner Birol       |  |      |  |
|    | Turchia (bandiera) |       | Selçuk Çifçioğlu |  |      |  |
|    | Turchia (bandiera) |       | Kemal Erdenay    |  |      |  |
|    | Turchia (bandiera) |       | Osman Gündüz     |  |      |  |
|    | Turchia (bandiera) |       | Reşat Güney      |  |      |  |
|    | Turchia (bandiera) |       | Cihat İlkbaşaran |  |      |  |
|    | Turchia (bandiera) |       | Ünal Öğün        |  |      |  |
|    | Turchia (bandiera) |       | Haluk Okçuoğlu   |  |      |  |
|    | Turchia (bandiera) |       | Nuri Tan         |  |      |  |
|    | Turchia (bandiera) |       | Zeki Tosun       |  |      |  |
|    | Turchia (bandiera) |       | Ömer Turan       |  |      |  |
|    | Turchia (bandiera) |       | Habip Yannier    |  |      |  |
|    | Turchia (bandiera) | All.  | Öner Şaylan      |  |      |  |